# Riverfront Times Square
Riverfront Times Square ist ein Wolkenkratzer in Shenzhen (chinesisch 深圳市, Pinyin Shēnzhèn Shì), der mit sieben weiteren Hochhäusern zusammen errichtet wurde. Das anfangs als Kingkey Xiasha Project bekannte Bauprojekt befindet sich in der Binhe Avenue im Südwesten des Stadtbezirks Futian.

## Geschichte und Name
Der Hauptturm ist 293 m hoch und hat 64 Stockwerke. Baubeginn war 2012, Fertigstellung im Jahr 2016. Das Hochhaus entstand als Teil des Stadtumbauprojekts Jingji Binhe Times (auch Kingkey Binhe Times), das die Siedlung Xiasha an der Binhe-Straße umgestaltete und mehrere Preise gewann. Zeitweise hieß das Bauprojekt zudem Kingkey Timemark Project. Am Westturm und der Westfassade des Areals befindet sich darüber hinaus die Bezeichnung als KK ONE, wohl in Anlehnung an den KK 100. Das Architekturbüro Zhubo Design Group Co.,Ltd. entwarf die Gesamtanlage, als Hauptarchitekt wirkte Weizhong Yang.
Bebaut wurden zwei Nachbargrundstücke. Daher heißen auch die drei Türme südlich des Hauptturms Riverfront Times Square, werden zur Unterscheidung aber zusätzlich Tower 1 (157 Meter, 45 Stockwerke, 2014 fertiggestellt), Tower 2 (157 Meter, 45 Stockwerke, 2014 fertiggestellt) und Tower 3 (158 Meter, 45 Stockwerke, 2014 fertiggestellt) genannt. Während der Hauptturm als Hotel und für Büros genutzt wird, dienen diese drei südlich benachbarten Türme als Wohn- und Geschäftshäuser. Auch der Turm westlich sowie die drei Hochhäuser südwestlich des Hauptturms gehören zum Kingkey Xiasha Project. In ihnen finden sich Büros.

## Baubeschreibung
Die Gebäude wurden mit Beton-Stahl-Verbund erbaut und gruppieren sich um einen gemeinsamen Innenraum. Sie umgeben diesen Innenraum an der Nordseite eher blockartig, sind an den anderen Seiten aber relativ offen angeordnet. Die Nordwestecke des Bauprojekts, die ebenfalls zur Hauptstraße zeigt, erhielt einen Vorbau, der als Eingangsbereich mit Glasfassade die Zusammengehörigkeit der Gebäude verdeutlicht, denn er zieht sich auch um die drei anderen westlichen Gebäude. Er beherbergt die Mall KK One, deren geschwungene Fassade von einer einheimischen Schmetterlingsart und ihren Bewegungen inspiriert wurde. Element dieser grauen Aluminium-Fassade ist ein LED-Konzept für Tag und Nacht. Um die Lage dieser fünfstöckigen Mall unter den Hochhäusern auflockern, schuf man einen sich nach oben verjüngenden Kern, der Tageslicht durch ein Oberlicht und vier Oberlicht-Atriumräume einfallen lässt und das Licht mit Gittern filtern, um so Schattenmuster zu erzeugen. Dieser wurde zudem mit roten Acryl-Schottwänden betont. Gestaltet wurde sie vom New Yorker Architekturbüro Laguarda.Low aus New York City. Im Inneren ist sie ebenfalls mit stark kurvigen Elementen gestaltet.
Der dominierende Hauptturm wurde so gestaltet, dass sich jedes Stockwerk aus dem darunter liegenden nach oben hin zu verbreitert. Dadurch erhielt er neben der vertikalen auch eine stark horizontale Gliederung. Sein Haupteingang gen Norden wird durch ein Vordach betont, über dem ein großes Portal durch Fassadenelemente angedeutet wird. Die drei Hochhäuser südlich des Hauptturms wurden gestaffelt angeordnet und ähnlich gestaltet. Die drei Hochhäuser südwestlich des Hauptturms stehen hingegen in einem leicht geschwungenen Bogen. Sie dienen wie die der Turm westlich des Hauptturms als Bürogebäude. Zwischen den drei südlichen Türmen und den fünf nördlichen Türmen führt eine Einkaufsstraße durch das Areal, die von dem begrünten Hofbereich überdacht wird. Den Großteil des nördlichen Bereichs des Innenraums nimmt das Lichtdach der Mall ein, das wie ein Pool gestaltet und mit Bäumen umgeben wurde. Die Farbgestaltung des Projekts sieht vor, dass Büros und Hotels Glasvorhangfassaden verwenden, um diese Nutzung zu betonen. Wohnungen und Wohnhäuser werden hingegen durch warm getönte Steine gestaltet, damit diese eine „warme Wohnatmosphäre“ erhalten.

Ansichten
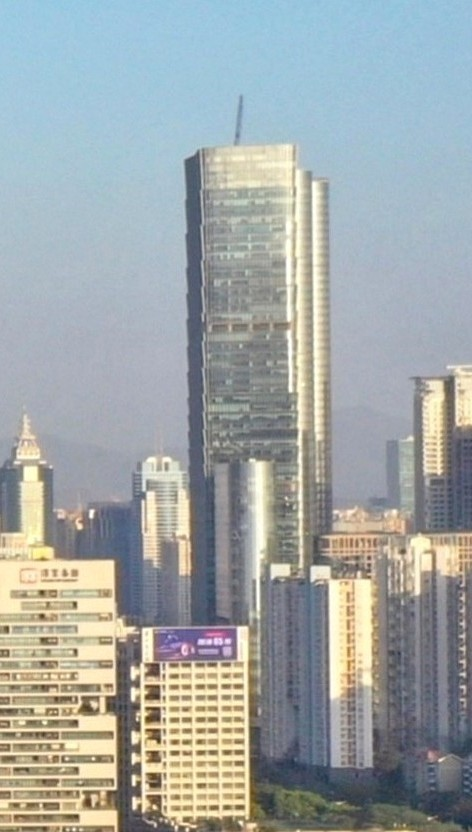
Hauptturm
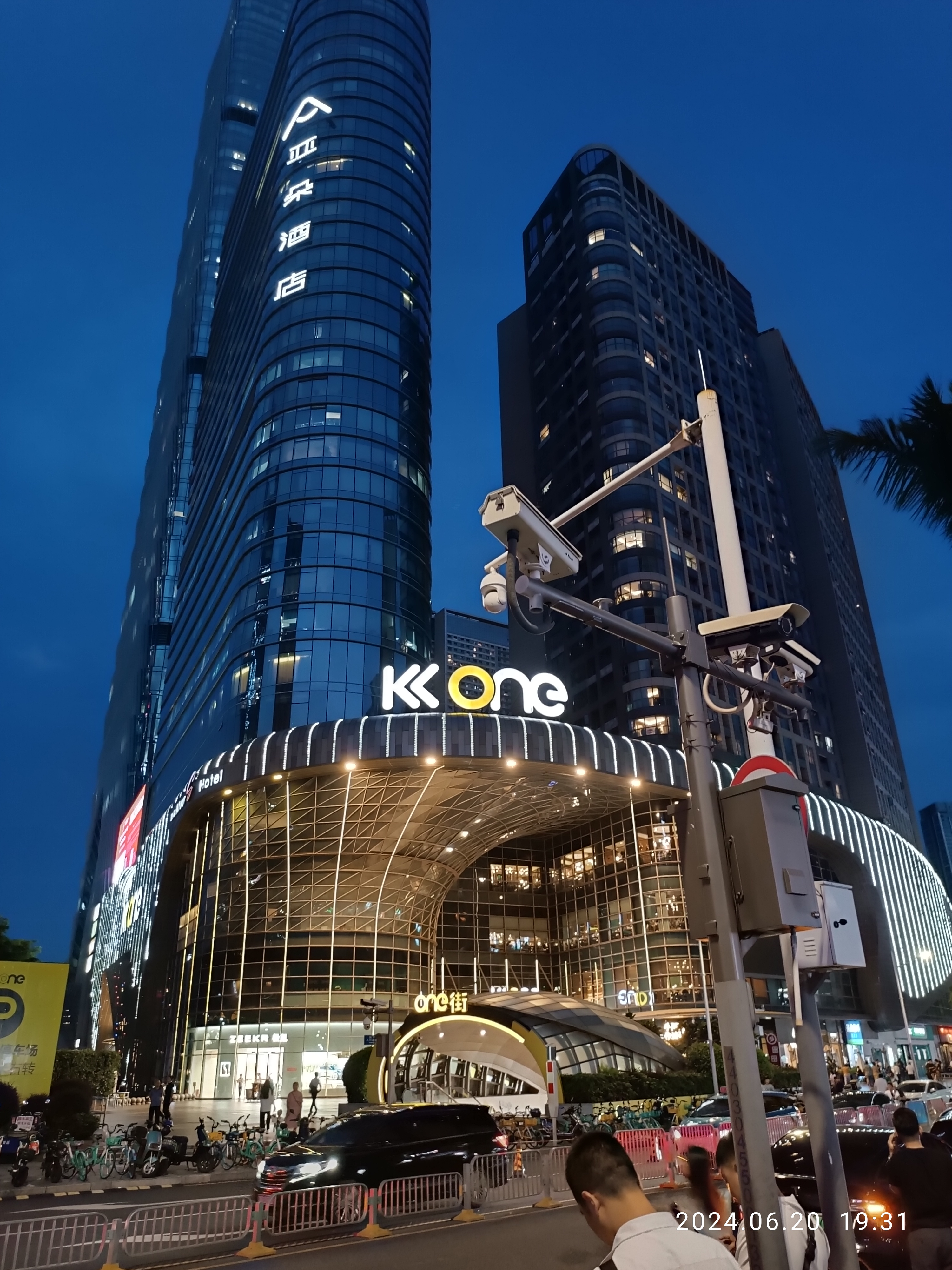
Nordwestecke (KK One-Mall)
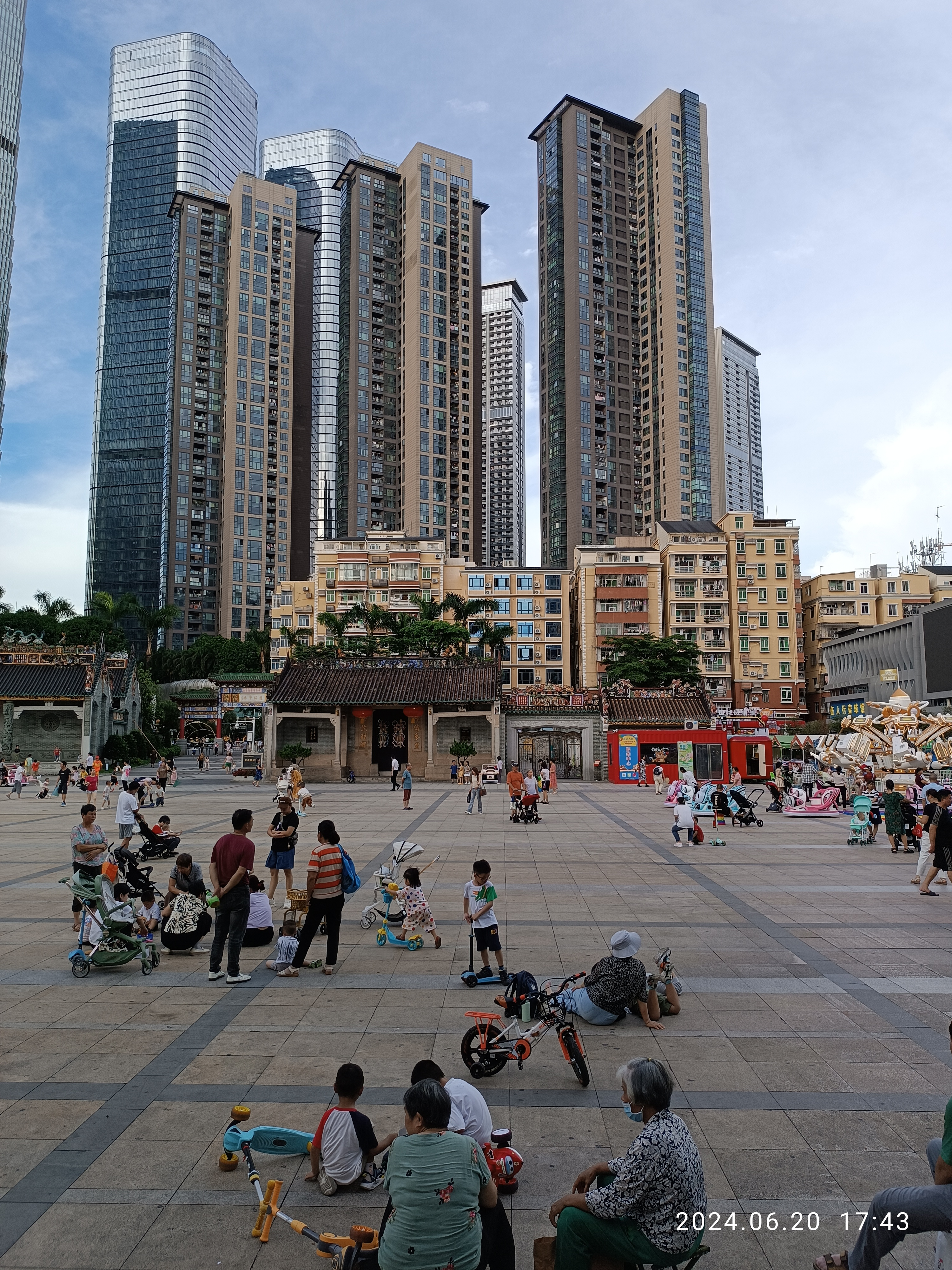
Blick zu den Südtürmen
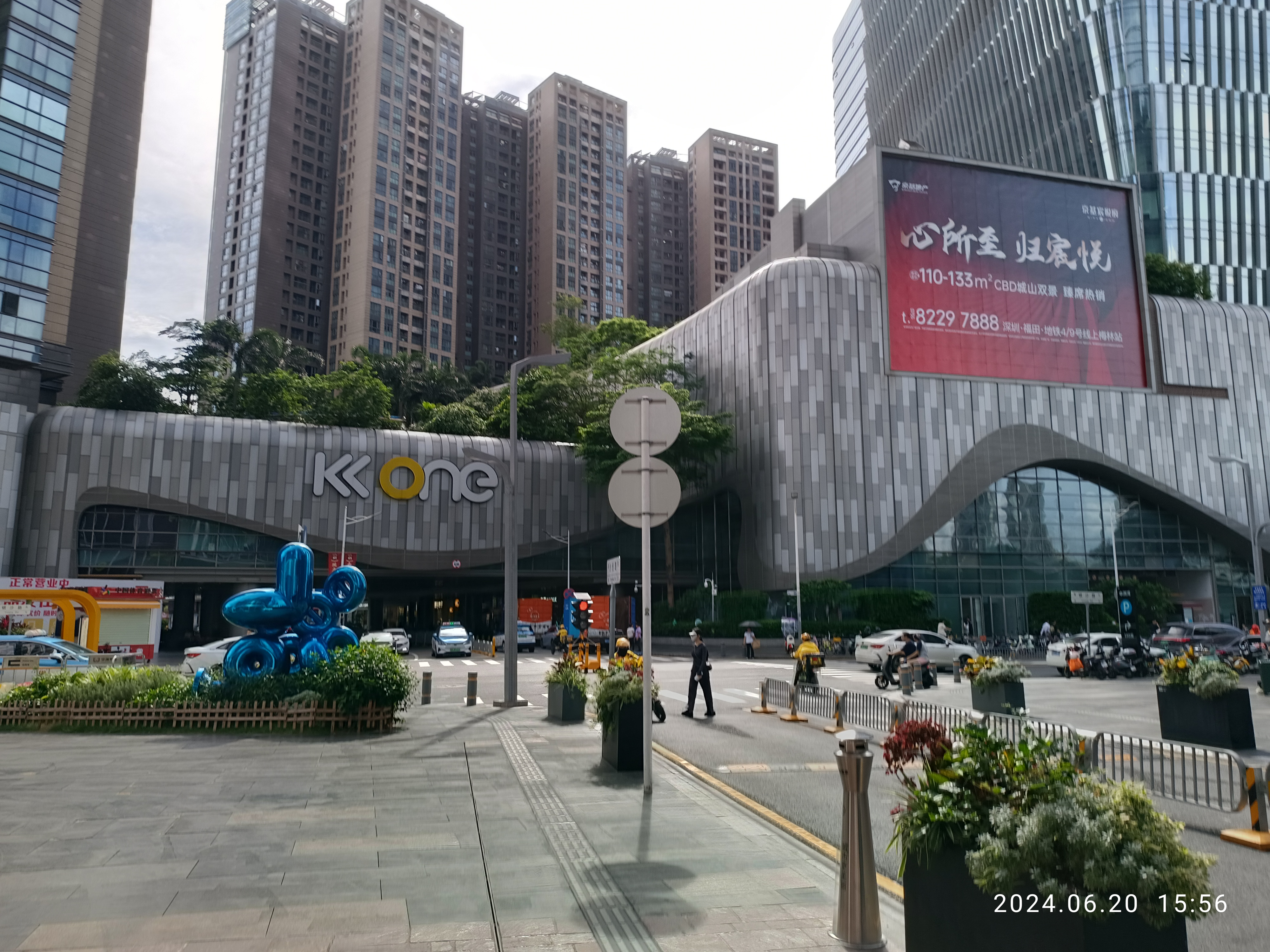
Überdachte Einkaufsstraße
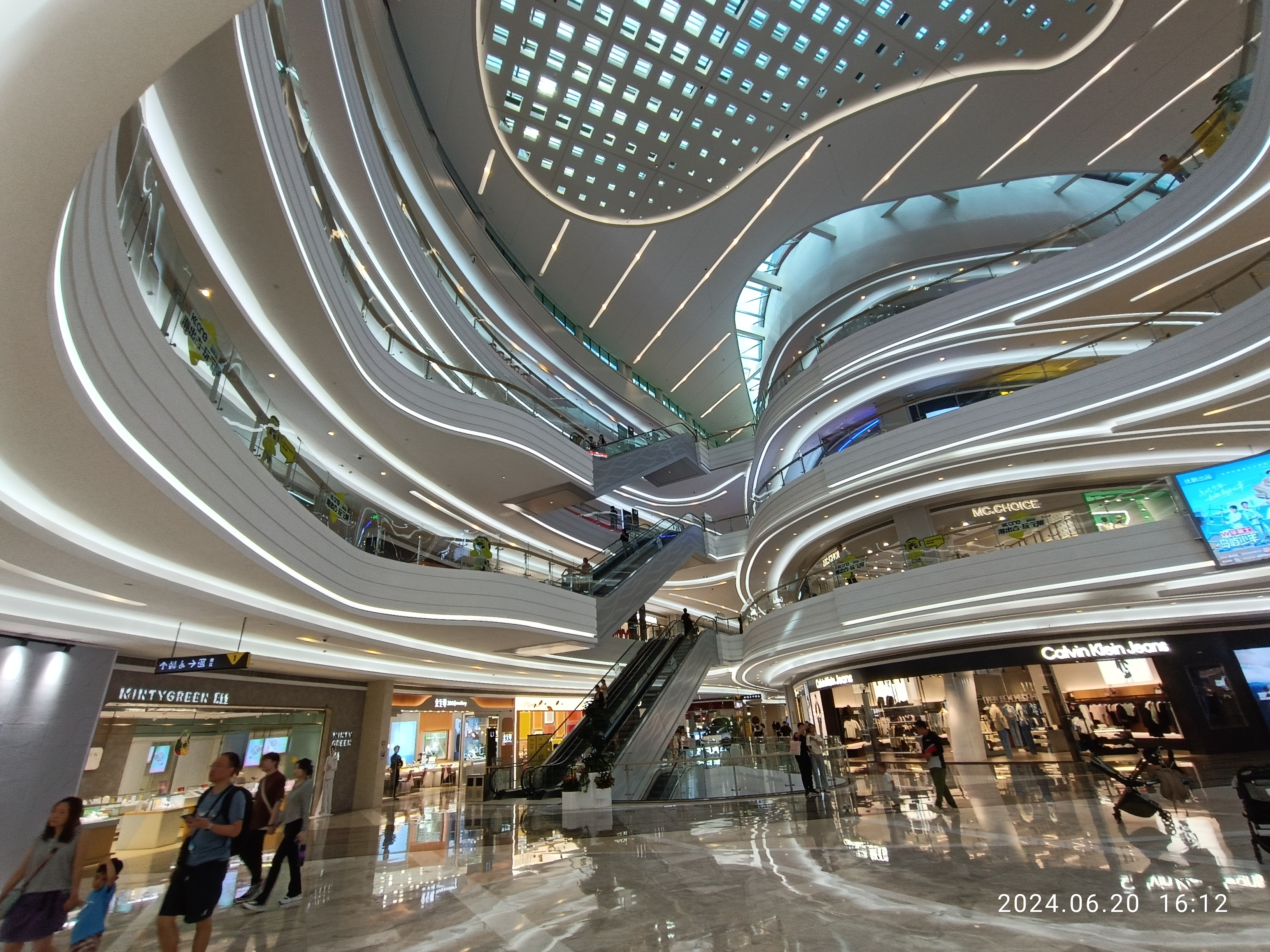
KK One-Mall
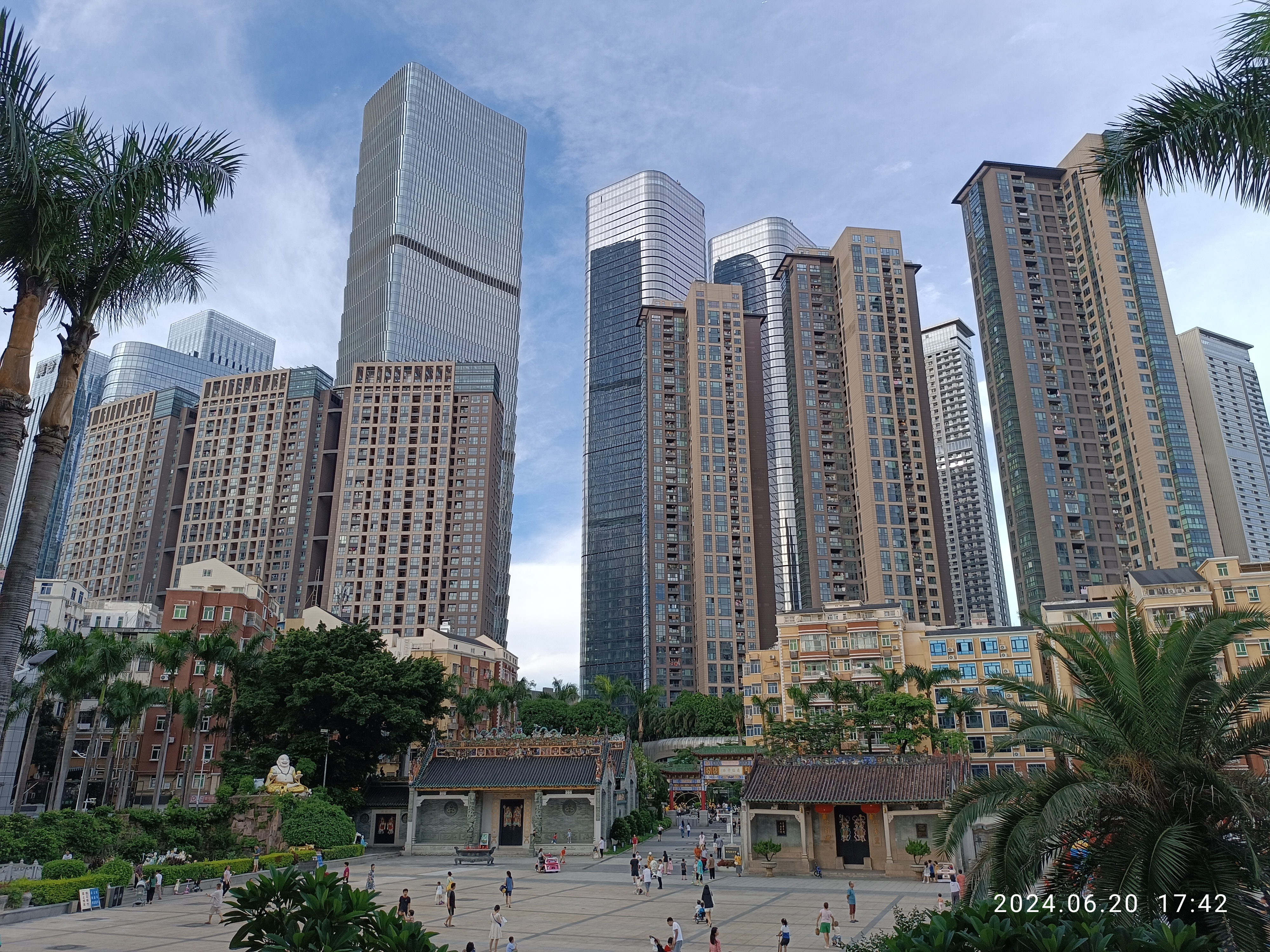
Hauptturm und Nebentürme